# 22570 Харліджанг
22570 Харліджанг (22570 Harleyzhang) — астероїд головного поясу, відкритий 20 квітня 1998 року.
Тіссеранів параметр щодо Юпітера — 3,636.